# Felslabor Mont Terri
Das Felslabor Mont Terri ist ein unterirdisches geologisches Labor im Mont Terri bei Saint-Ursanne im Schweizer Jura.
Zweck des Labors ist die Erforschung von Opalinuston-Formationen im Hinblick auf die Endlagerung von hochradioaktiven Abfällen. Es wird vom Bundesamt für Landestopografie betrieben. Das Felslabor existiert seit 1996 und liegt 300 Meter unter der Erdoberfläche. Man erreicht es über einen Tunnel der Autobahn A16.
Derzeit (Stand Januar 2019) wird getestet, ob sich der Stollen als CO2-Speicher nutzen lässt.

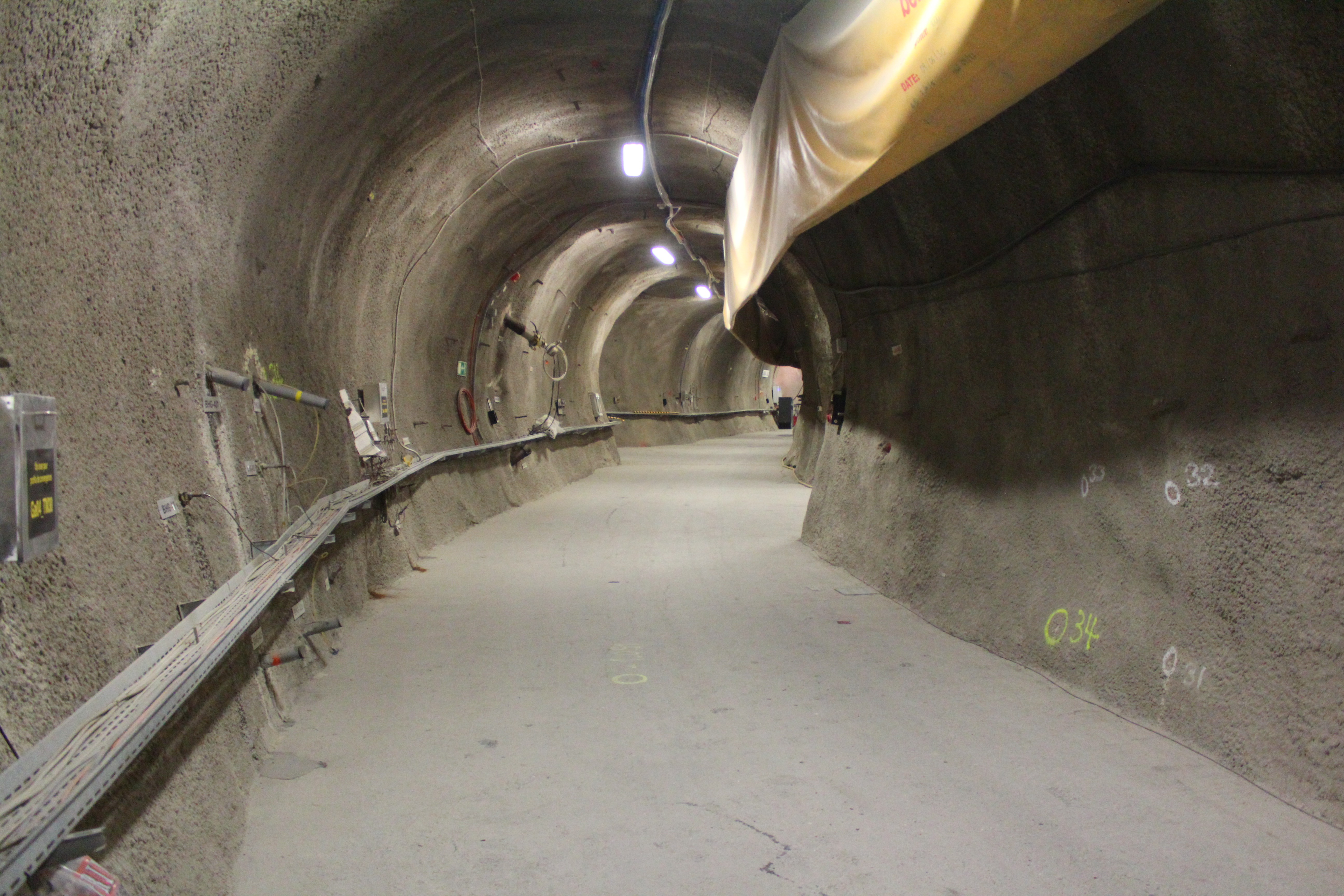
Tunnelabschnitt von 2004
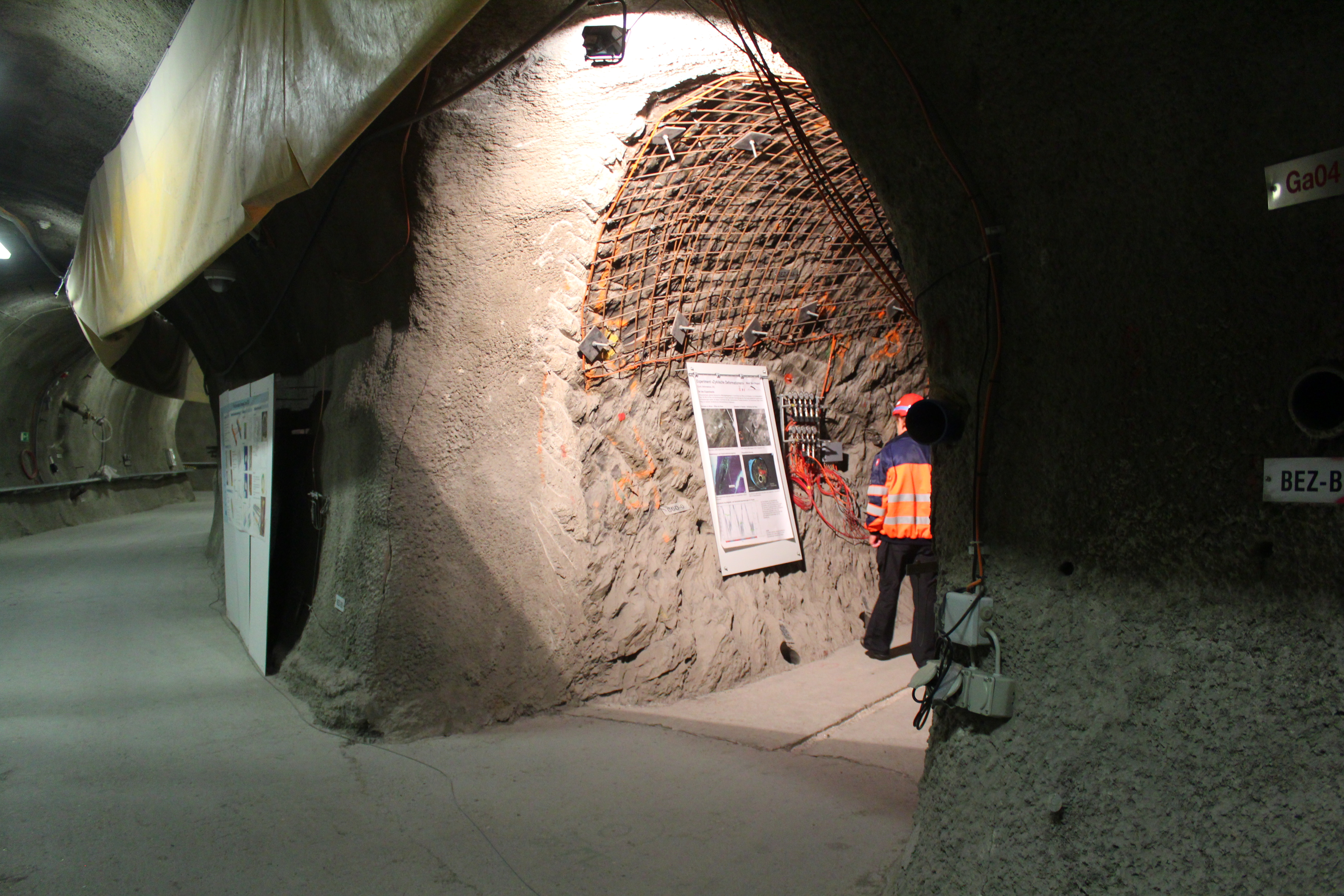
Stollen zum Versuch Opalinuston, Selbstabdichtung
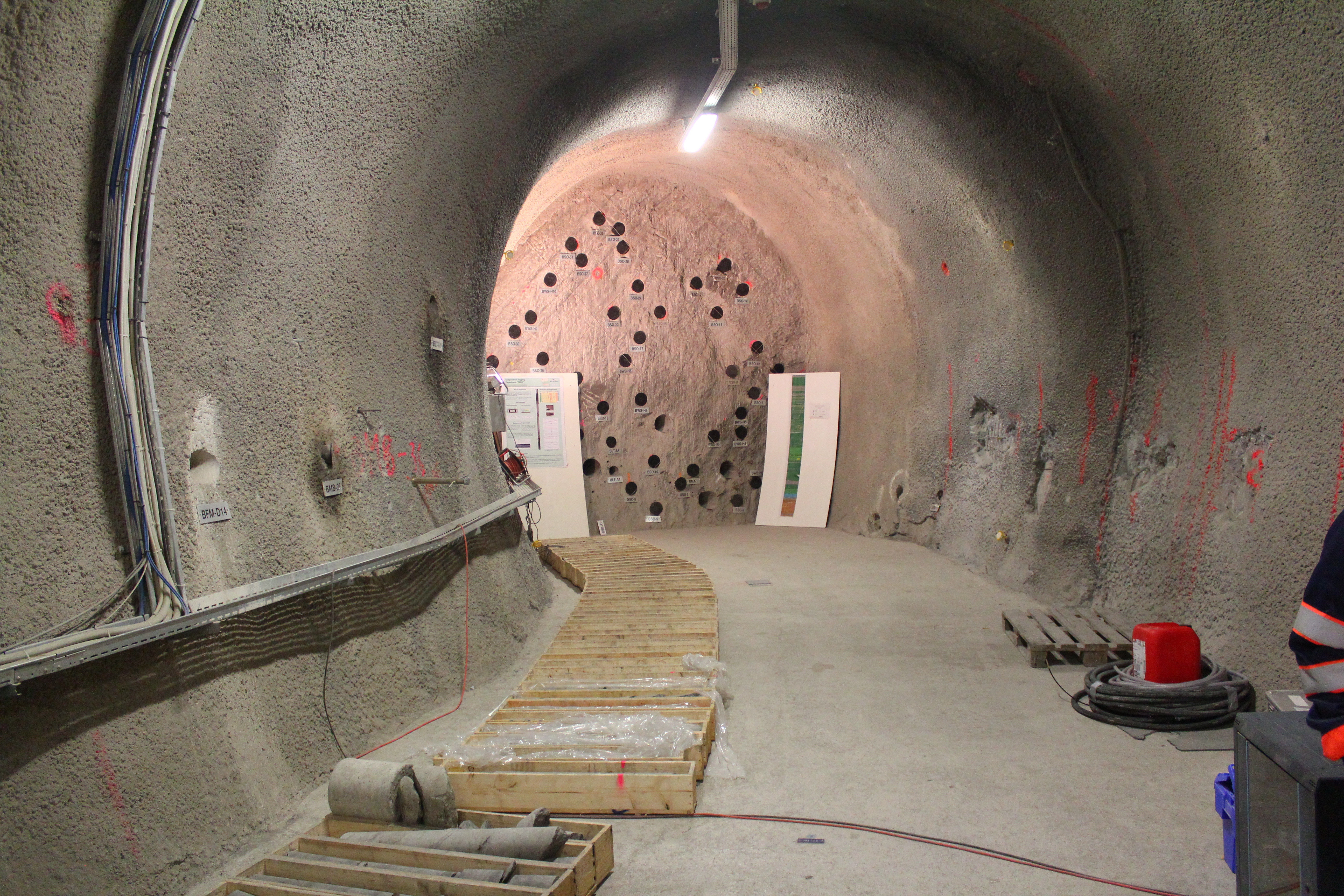
Versuch Aufschluss sandige Fazies
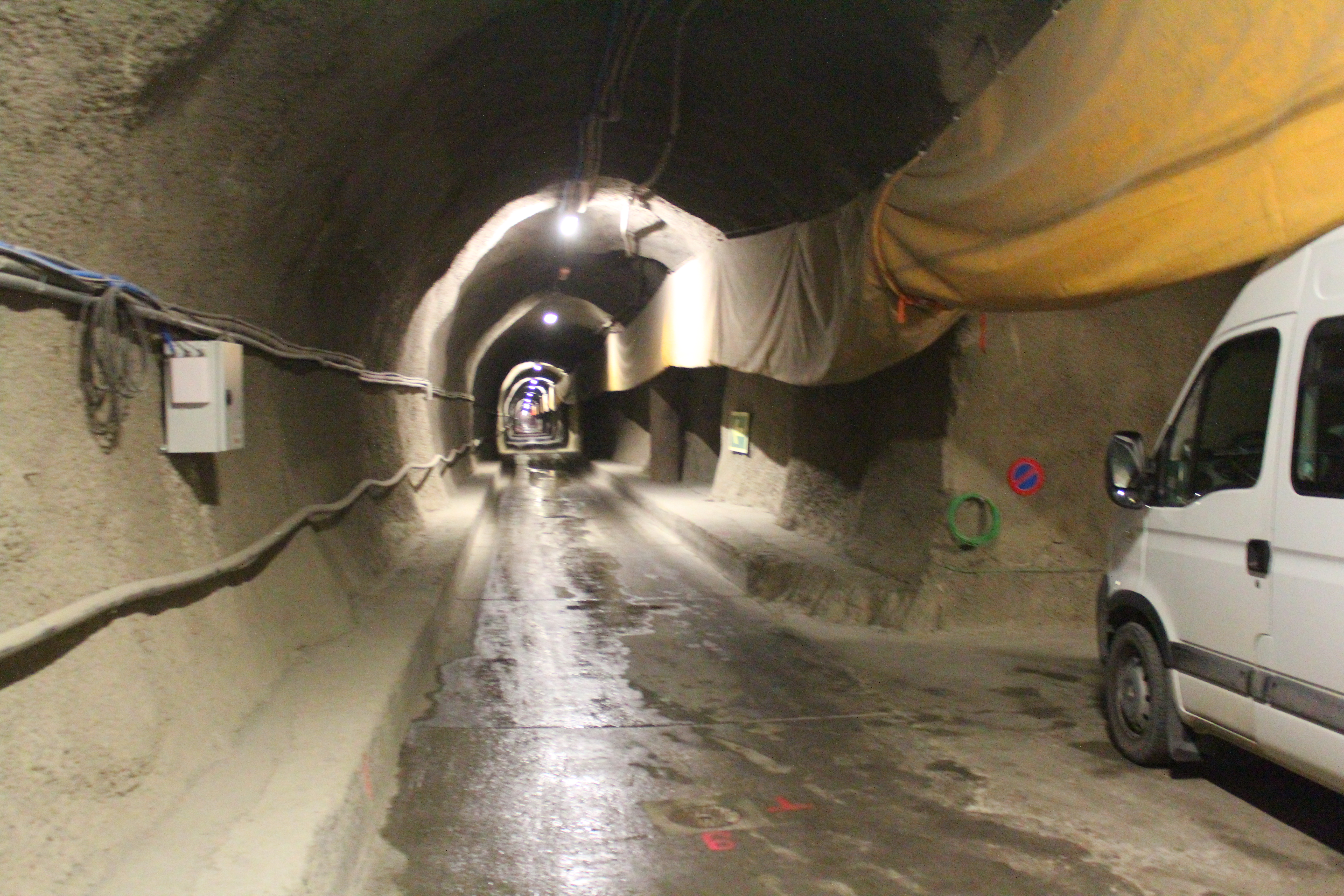
Rettungs- und Servicestollen des Autobahntunnels Mont Terri (A16)

## Fussnoten
1. ↑  Markus Gross: CO2-Speicher im geklüfteten Fels. In: ethz.ch. ETH Zürich, 17. Januar 2019, abgerufen am 29. Januar 2019.

Koordinaten: 47° 22′ 3″ N, 7° 10′ 8″ O; CH1903: 579625 / 246331